# Brookville, Kansas
Brookville är en ort i Saline County i delstaten Kansas. Enligt 2010 års folkräkning hade Brookville 262 invånare.